# Staten (Platon)
Staten (klassisk grekiska: Πολιτεία, Politeia) är ett av Platons huvudarbeten och behandlar idealstatens utformning i en analogi med den rättfärdiga människan. Den har det uttalade syftet att belysa bådadera. Med stat åsyftas här en grekisk stadsstat, en pólis. Boken är en sokratisk dialog som ofta snarare blir en monolog. Den omfattar tio så kallade böcker i en indelning som troligen inte är Platons egen. Huvudsyftet är att undersöka rättskaffenhetens eller rättvisans natur.

## Kort analys av huvudinnehåll och betydelse
Grekiskans dikaiosyne betecknade en kardinaldygd enligt grekiskt tänkande. Termen är inte helt lätt att översätta: rättvisa, rättfärdighet och rättrådighet brukar användas på svenska, justice på engelska. En annan sådan dygd var sofrosyne (ungefär måttfullhet, balans). Att klargöra sådana mångtydiga termer blev en central filosofisk uppgift. Diskussioner kring en sådan dygd leder i Platons dialoger ofta till att man tangerar de andra.
Grundtanken i Staten är att det rätta (dikaiosyne) = det tillstånd där envar gör det denne/denna är bäst på. Det som bör styra i människan är således tankeförmågan och inte drifterna.
Av denna grundtanke följer att var och en ska bedömas efter sin förmåga. Inga privilegier får ärvas. Ett klassresande är en del av det löst skisserade systemet. Kvinnor bör ges utbildning och ledarställning på samma villkor som män. Att detta senare förutsätter fysisk styrka beror på tidens villkor – politiker var i Aten främst militära befälhavare. Men det förutsätter också ett skarpt intellekt, som kvinnor därmed anses kunna ha; en mycket radikal tanke ännu långt senare.
Sokrates hävdar i Staten allmänt att utbildning är det väsentliga instrumentet för att lösa samhällsproblem. Denna bör åstadkomma en harmoni mellan kropp och själ genom att mot varandra balansera musik (musernas konster) och gymnastik. Detta diskuteras främst i samband med den klass av väktare som kommer att behövas till stadens försvar, så att inte dessa börjar förtrycka den övriga befolkningen. Det är ur denna väktarklass filosoferna sedan rekryteras och ges vidare utbildning. Varför det? blir frågan. Svaret är att de som har den militära makten inte bör frestas att använda den för att gynna sig själva.
Vem vaktar väktarna? har blivit en klassisk fråga. De får göra det själva här. Staterna kommer inte att bli bättre, deklarerar alltså Sokrates, såvida inte kungarna blir filosofer eller filosoferna kungar. Världen behöver bättre styrespersoner, och i en ideal pólis måste också styrespersonerna vara ideala.
Som en förklaring av vad filosofi är presenteras härefter den klassiska versionen av det som kallats Platons idélära med grottmetaforen, den fyrdelade linjen och det Goda i analogi med solen.
Det idealistiska skälet att filosoferna bör vara kungar eller omvänt är att de står närmare idéerna och därmed det Goda. Det mer praktiska skälet är att de riktiga filosoferna, till skillnad från de falska, är väl utbildade och därför har bättre kontroll över sina drifter. Driftspsykologin har här en första grund, redan förebådande Freud i bok 9. Samtidigt finns här en paradox, som Sokrates konstaterar: De riktiga filosoferna tar avstånd från politiken, medan de som söker personlig makt dras dit. De som är bäst lämpade att leda samhället är alltså de som inte önskar det, medan de som önskar det är (just därför) mycket olämpliga.
Staten har vissa anarkistiska drag. Bland annat avvisas tanken om skriftliga lagar och byråkrati hånfullt av Sokrates. Den ideala stadsstaten är så liten att allt kan skötas informellt. Att tillskriva Platon någon senare politisk ideologi går dock inte. Staten presenterar en etisk hållning, snarare än ett politiskt program. Därmed befinner sig Platon här långt ifrån det regelstyrda, genomorganiserade samhälle som långt senare skildras i Thomas Mores satir Utopia, och än längre ifrån ännu senare utopier som H. G. Wells Anticipations.
Slutsatsen i de sista raderna av bok 9 är dessutom pessimistisk vad gäller den ideala stadsstatens förverkligande – ytterst stupar tanken på att vi människor är de driftsstyrda varelser vi är. Mot detta ställs ändå det filosofiska livet som personligt ideal.
För förståelsen av Platons politiska diskussion är det väsentligt att utgå ifrån det Aten han växt upp i och levde i. (Se Flacelière i litteraturlistan.) Det var inte en demokrati i vår mening ens för de fria män som var ensamma om att ha rösträtt. Exempelvis kunde man dömas till döden eller landsförvisas för sina åsikter, eller utan motivering alls. Platons kritik av demokratin bygger på hans åsikt att den är instabil och lätt kommer att slå över i diktatur, det vill säga tyranni. Hans ståndpunkt är förvisso elitistisk, men eliten bör drivas av en önskan att tjäna helheten.
Historiskt sett har Staten varit inflytelserik på många andra sätt. Den presenterade f.f.g. den astronomiska geocentriska modell av universum som skulle utvecklas av bl.a. Ptolemaios. Modellen utvecklades av Eudoxos, kanske rentav i Platons Akademi. Den pythagoreiska tanken om kosmos som en matematisk harmoni ges det också slående formuleringar av här.
I bok 10 presenteras också vad man tydligt kan se som grundinspirationen till Dantes Divina Commedia i en kraftfull helvetesvision. Dessutom framförs en reinkarnationslära erinrande om den indiska. Egyptiern Plotinos utvecklade i senantiken en mer metafysisk och mindre pythagoreisk version av tankarna i Staten, som fick stor betydelse för Augustinus och andra kristna teoretiker. För romantikens filosofi och litteratur blev denna sekundära form av platonism betydelsefull, som till exempel hos Kellgren och mer tragiskt Stagnelius.

## Utgåvor på svenska
- Platon Valda skrifter i översättning av Magnus Dalsjö; Hierta 1870-1906
- Platon Staten reviderad och delvis nyöversatt av David Tabachovitz, Wahlström & Widstrand 1969
- Platon Staten i översättning av Claes Lindskog, reviderad och kommenterad av Holger Thesleff. Bokförlaget Doxa AB (i serien Platon Skrifter del 3) 1984.
- Platon Staten i Platon Skrifter del 3, översättning, förord och noter av Jan Stolpe, Atlantis 2007.